# Cristian Neamțu
Cristian Neamțu (n. 22 august 1980, Craiova - d. 20 februarie 2002) a fost un portar al echipei FCU Craiova. Cristian Neamțu a fost rezervă de portar la Universitatea Craiova și a fost considerat unul dintre cei mai buni și mai promițători tineri portari din țară. A decedat datorită unei lovituri involuntare primite în mandibulă de la coechipierul său Marius Șuleap, care încercase să lovească mingea, dar din inerție l-a lovit pe Cristian Neamțu. Portarul, pierzându-și cunoștința, a fost dus urgent la spitalul din Larnaca (Universitatea Craiova se afla atunci la un turneu de pregătire în Cipru) unde starea sa a devenit critică, intrând în comă. A fost dus de urgență la alt spital din Nicosia, dar aici s-a constatat că i s-a spart un vas de sânge care i-a inundat creierul, ulterior decedând după o săptămână de comă.

### Activitate
- Universitatea Craiova (1999-2000)
- UFC Electro Craiova (2000-2001)
- Rocar București (2001-2002)
- Universitatea Craiova (2001-2002)